# The Syncopated Clock
"The Syncopated Clock" és una peça de música lleugera del compositor estatunidenc Leroy Anderson, que s'ha convertit en característic del repertori de l'orquestra pops.

## Composició
Anderson va escriure "The Syncopated Clock" l'any 1945 mentre servia a l'exèrcit dels Estats Units i era assignat com a cap de la Taula Escandinava d'Intel·ligència Militar a Washington. Anderson havia estat convidat per Arthur Fiedler per dirigir l'Orquestra Popular de Boston durant la seva nit anual de Harvard. Anderson volia presentar un nou treball a Fiedler i va compondre una cançó sobre un rellotge amb un ritme sincopat. La idea del títol se li va ocórrer abans d'escriure la música. Al cap d'unes hores va escriure la música, la va escriure per a orquestra i després la va enviar per correu al Boston Symphony Hall. Fiedler va fer copiar les parts de l'orquestra de la partitura. Després, amb un passi de tres dies, Anderson va viatjar des de casa seva a Arlington, Virgínia, fins a Boston, on va dirigir l'estrena el 28 de maig de 1945.
Anderson va gravar l'obra per a Decca Records l'any 1950 amb els millors músics seleccionats de les orquestres de Nova York. Això va continuar sent així per a tots els seus enregistraments per a Decca, anunciats com "Leroy Anderson and his Orchestra". L'orquestra d'Anderson era un conjunt de músics contractats per Decca especialment per als enregistraments d'Anderson.
La gravació va entrar a les llistes el 23 de març de 1951 i hi va passar 14 setmanes, arribant al número 12. Una versió de Fiedler i la Boston Pops Orchestra (publicada per RCA Victor Red Seal) va entrar l'1 de juny de 1951, va passar dues setmanes a les llistes i va arribar al número 28.
També el 1950, Mitchell Parish va escriure una lletra per a la peça, publicada amb Anderson per Mills Music.